# Roales de Campos
Roales de Campos ist ein nordspanisches Dorf und Hauptort einer Gemeinde (municipio) mit 165 Einwohnern (Stand: 2024) in der Provinz Valladolid in der Autonomen Gemeinschaft Kastilien-León. Die Gemeinde ist mit der Nachbargemeinde Quintanilla del Molar eine Exklave der Provinz Valladolid, die gänzlich von den Provinzen León und Zamora umgeben ist. 

## Lage und Klima
Roales de Campos liegt in der Region Tierra de Campos auf der kastilischen Hochebene in einer Höhe von ca. 740 m. Die Provinzhauptstadt Valladolid befindet sich mit ihrem Stadtzentrum etwa 65 Kilometer (Fahrtstrecke) südöstlich. 
Das Klima im Winter ist durchaus kalt, im Sommer dagegen warm bis heiß; die eher spärlichen Regenfälle (ca. 457 mm/Jahr) fallen überwiegend im Winterhalbjahr.

## Bevölkerungsentwicklung
| Jahr      | 1970 | 1981 | 1991 | 2001 | 2011 | 2021 |
| Einwohner | 544  | 343  | 307  | 252  | 203  | 160  |

## Sehenswürdigkeiten

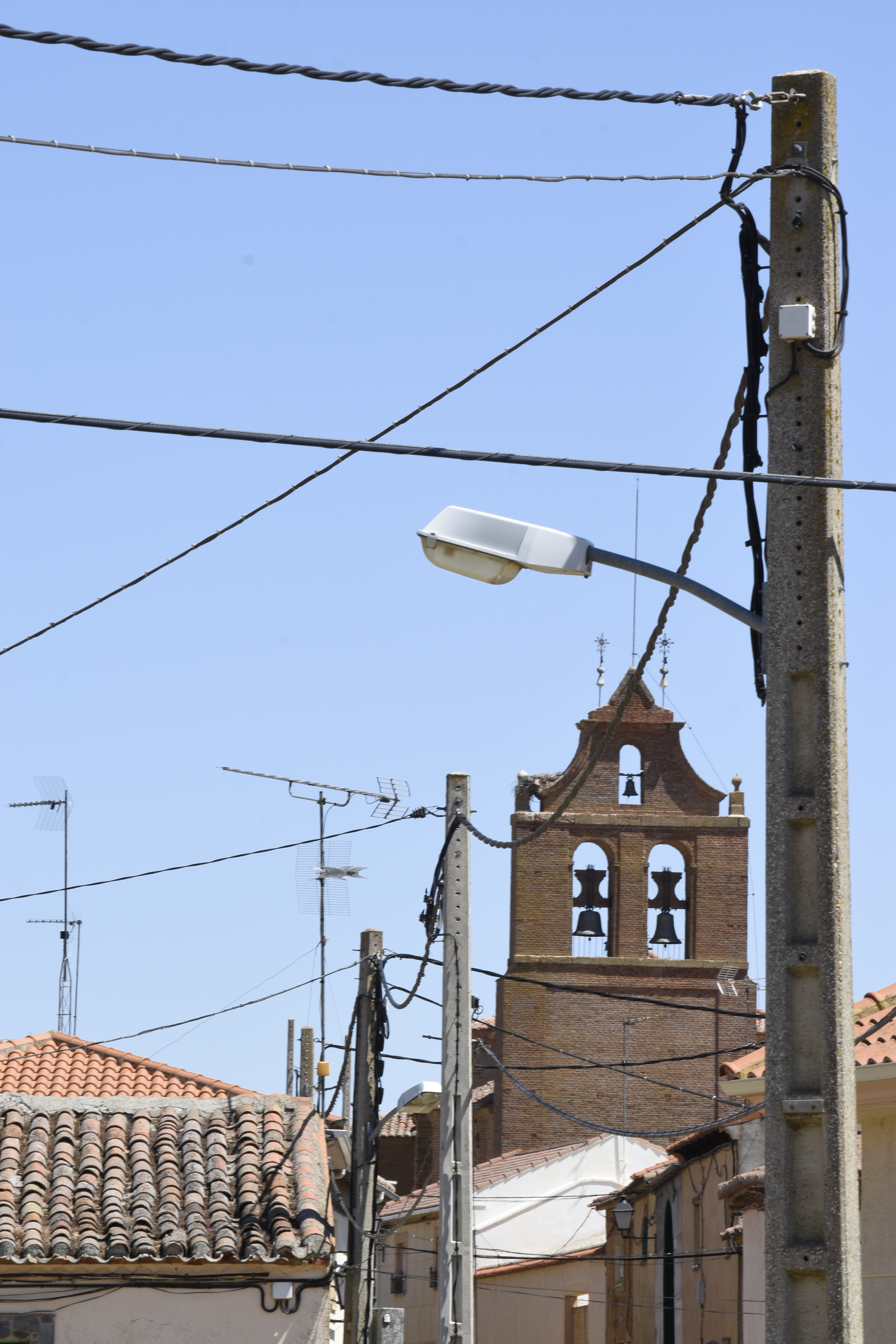
Michaeliskirche

- Michaeliskirche